# Ubaldo Faina
Ubaldo Romeo Faina (Buenos Aires, 30 novembre 1927 – 30 novembre 1981) è stato un calciatore argentino, di ruolo difensore.

## Carriera

### Club
Ha giocato tutta la carriera in Argentina.

### Nazionale
Ha disputato due partite per la Nazionale argentina nel 1951.